# I. A třída Královéhradeckého kraje 2003/2004
V utkáních I. A třídy Královéhradeckého kraje 2004/2005, jedné ze skupin 6. nejvyšší fotbalové soutěže v Česku, se utkalo 14 týmů dvoukolovým systémem podzim – jaro. Tento ročník začal v srpnu 2003 a skončil v červnu 2004.
Postup si zajistil vítěz FC Olympia Hradec Králové a druhý tým FK Kostelec nad Orlicí, sestoupily poslední 2 týmy TJ Dobruška a TJ Sokol Železnice.

## Konečná tabulka I. A třídy Královéhradeckého kraje 2005/2006
| Poř. | Tým                           | Z  | V  | R  | P  | VG | OG | B  |
| ---- | ----------------------------- | -- | -- | -- | -- | -- | -- | -- |
| 1.   | FC Olympia Hradec Králové (S) | 26 | 16 | 4  | 6  | 74 | 40 | 52 |
| 2.   | FK Kostelec nad Orlicí        | 26 | 13 | 9  | 4  | 60 | 39 | 48 |
| 3.   | TJ Slovan Broumov             | 26 | 14 | 2  | 10 | 59 | 39 | 44 |
| 4.   | TJ Spartak Police nad Metují  | 26 | 12 | 5  | 9  | 59 | 49 | 41 |
| 5.   | SK Jičín (S)                  | 26 | 11 | 7  | 8  | 58 | 40 | 40 |
| 6.   | FK Chlumec nad Cidlinou       | 26 | 11 | 7  | 8  | 40 | 35 | 40 |
| 7.   | TJ Lázně Bělohrad             | 26 | 11 | 6  | 9  | 43 | 33 | 39 |
| 8.   | TJ Sokol Roudnice             | 26 | 9  | 10 | 7  | 48 | 52 | 37 |
| 9.   | FC Vrchlabí                   | 26 | 9  | 6  | 11 | 29 | 36 | 33 |
| 10.  | SK Bystřian Kunčice           | 26 | 10 | 3  | 13 | 56 | 70 | 33 |
| 11.  | SK Třebechovice pod Orebem    | 26 | 9  | 4  | 13 | 34 | 46 | 31 |
| 12.  | TJ Sokol Malšovice            | 26 | 8  | 4  | 14 | 37 | 59 | 28 |
| 13.  | TJ Dobruška                   | 26 | 8  | 4  | 14 | 39 | 50 | 28 |
| 14.  | TJ Sokol Železnice            | 26 | 4  | 3  | 19 | 38 | 86 | 15 |

Poznámky:
- Z = Odehrané zápasy; V = Vítězství; R = Remízy; P = Prohry; VG = Vstřelené góly; OG = Obdržené góly; B = Body; (S) = Mužstvo sestoupivší z vyšší soutěže; (N) = Mužstvo postoupivší z nižší soutěže (nováček)

|  | Postup do Krajského přeboru Královéhradeckého kraje 2004/2005 |
|  | Sestup do příslušné I. B třídy 2004/2005                      |